# Anourosorex assamensis
Anourosorex assamensis is een zoogdier uit de familie van de spitsmuizen (Soricidae). De wetenschappelijke naam van de soort werd voor het eerst geldig gepubliceerd door Anderson in 1875.

## Voorkomen
De soort komt voor in India.